# Detmar (Lesemeister)
Detmar, auch Detmar von Lübeck († um/nach 1395) war Franziskaner und Chronist des 14. Jahrhunderts.

## Leben
Ein Detmar ist im Katharinenkloster des Franziskanerordens in Lübeck für den Zeitraum von 1368 bis 1394 als Mitglied des Konvents nachweisbar, bis 1380 als Lektor (Lesemeister) am dortigen Studienhaus für den Nachwuchs der Sächsischen Franziskanerprovinz (Saxonia). Möglicherweise ist er identisch mit Ditmar Casterboek, der auf dem Provinzkapitel der Saxonia 1388 in Görlitz für eine Amtszeit bis 1394 zum Provinzialminister gewählt wurde.

## Chronik
Vermutlich dieser Detmar erhielt nach den Knochenhaueraufständen des Jahres 1384 in Lübeck im Jahr 1385 den Auftrag, die zu dieser Zeit nur bis zur Pest des Jahres 1350 fortgeführte Ratschronik der Hansestadt zu aktualisieren. Er bearbeitete für seine lübische Weltchronik den Zeitraum von 1101 bis 1395, bezog also auch den bereits von Arnold von Lübeck, einer der ersten Lübecker Chronisten, bearbeiteten Zeitraum des 12. Jahrhunderts mit ein. Diese Chronik wurde dann von verschiedenen, anonym gebliebenen Chronisten, die wohl auch dem Katharinenkloster zuzurechnen sind oder aber aus dem Kreis der Ratssekretäre stammen könnten, bis 1482 fortgesetzt. Die aus der Sicht des Rates der Stadt Lübeck geschriebene Chronik ist eine der wichtigen Geschichtsquellen Lübecks im Mittelalter neben der Chronik von Hermann Korner. Er fügte der Chronik eine kurze Geschichte der Streitigkeiten der Stadt und der Bettelordensklöster mit der Weltgeistlichkeit unter Bischof Burkhard von Serkem in den Jahren 1277 bis 1281 an.

### Handschriften/Digitalisate
- Sog. Ratshandschrift
  - Zweiter Band: Dritte Fortsetzung von 1401–1482, Stadtbibliothek LüBeck, Ms. Lub. 2° 2 Digitalisat

### Ausgaben
- Ferdinand Heinrich Grautoff (Hrsg.): Chronik des Franziskaner Lesemeisters Detmar nach der Urschrift und mit Ergänzungen aus anderen Schriften. (Die Lübeckischen Chroniken in niederdeutscher Sprache. Erster Theil)
 Band 1, Perthes, Hamburg 1829: Digitalisat des Exemplars der Bayerischen Staatsbibliothek
 Band 2, Perthes, Hamburg 1830: Digitalisat des Exemplars der Bayerischen Staatsbibliothek
- Die Chroniken der niedersächsischen Städte. Lübeck
 Band 1. Hirzel, Leipzig 1884 eingeschränkte Vorschau in der Google-Buchsuche = archive.org – Gesamtreihe Band  19
  - I. Detmar-Chronik von 1105–1276
  - II. Detmar-Chronik von 1105–1386
  - III. Detmar-Chronik von 1101–1395 mit der Fortsetzung von 1395–1400 (zunächst bis 1386)

### Sekundärliteratur
- Wilhelm Mantels: Detmar. In: Allgemeine Deutsche Biographie (ADB). Band 5, Duncker & Humblot, Leipzig 1877, S. 82.
- Olof Ahlers: Detmar. In: Neue Deutsche Biographie (NDB). Band 3, Duncker & Humblot, Berlin 1957, ISBN 3-428-00184-2, S. 618 f. (Digitalisat).
- Antjekathrin Graßmann (Hrsg.): Lübeckische Geschichte. Schmidt-Römhild, Lübeck 1989, ISBN 3-7950-3203-2, S. 299 ff.
- Thomas Sandfuchs: Detmar von Lübeck. In: Verfasserlexikon, Band 2, Sp. 68f.